# Anilinklorid
Anilinklorid är ett vitt, eller grönaktigt vitt salt, som är svårlösligt i vatten och kristalliserar i form av nålar, eller vanligare som stora blad.
Saltet erhålles genom en enkel blandning av anilin och saltsyra i anpassade mängder varvid det bildade saltet erhålls genom utkristallisering.
Anilinklorid kan användas för tillverkning av anilinsvart, vilket i sin tur kan användas för bomullsfärgning, för betsning av trä eller för tillverkning av märkbläck.